# Eleições legislativas de 2015 em Viana do Castelo

## Resultados Oficiais
| Partido                 | Partido                         | Votos  | %               | +/-   |
| ----------------------- | ------------------------------- | ------ | --------------- | ----- |
|                         | Portugal à Frente               | 17 921 | 37,62 / 100,00  | 12,87 |
|                         | Partido Socialista              | 14 528 | 30,50 / 100,00  | 3,74  |
|                         | Bloco de Esquerda               | 5 264  | 11,05 / 100,00  | 4,89  |
|                         | Coligação Democrática Unitária  | 3 896  | 8,18 / 100,00   | 0,47  |
|                         | Partido Democrático Republicano | 986    | 2,07 / 100,00   | Novo  |
|                         | Pessoas–Animais–Natureza        | 551    | 1,16 / 100,00   | 0,34  |
|                         | PCTP/MRPP                       | 513    | 1,08 / 100,00   | 0,32  |
|                         | Outros                          | 1 849  | 3,88 / 100,00   |       |
| Votos Inválidos         | Votos Inválidos                 | 2 131  | 4,47 / 100,00   | 0,56  |
| Total                   | Total                           | 47 639 | 100,00 / 100,00 |       |
| Eleitorado/Participação | Eleitorado/Participação         | 86 667 | 54,97 / 100,00  | 2,09  |

## Resultados por Freguesia
Os resultados seguintes referem-se aos partidos que obtiveram mais de 1,00% dos votos:
| Freguesia                                | %     | %     | %     | %     | %    | %    | %    | Votantes |
| Freguesia                                | PÀF   | PS    | BE    | CDU   | PDR  | PAN  | PCTP | Votantes |
| ---------------------------------------- | ----- | ----- | ----- | ----- | ---- | ---- | ---- | -------- |
| Afife                                    | 36,46 | 29,59 | 9,17  | 13,10 | 2,29 | 1,20 | 1,31 | 916      |
| Alvarães                                 | 51,09 | 24,10 | 8,27  | 3,74  | 2,34 | 0,78 | 0,78 | 1 282    |
| Amonde                                   | 38,22 | 29,94 | 10,19 | 8,28  | 1,27 | 0    | 0    | 157      |
| Anha                                     | 41,23 | 27,18 | 10,13 | 3,99  | 4,92 | 1,21 | 1,36 | 1 402    |
| Areosa                                   | 27,15 | 34,98 | 15,46 | 10,57 | 1,75 | 1,15 | 0,76 | 2 516    |
| Barroselas e Carvoeiro                   | 46,29 | 26,69 | 8,54  | 3,78  | 2,59 | 1,55 | 0,97 | 2 776    |
| Cardielos e Serreleis                    | 44,05 | 31,94 | 7,56  | 5,14  | 1,91 | 0,88 | 0,59 | 1 362    |
| Carreço                                  | 34,02 | 30,69 | 15,69 | 8,43  | 1,47 | 1,47 | 0,98 | 1 020    |
| Castelo do Neiva                         | 50,41 | 23,80 | 7,04  | 3,93  | 2,30 | 1,11 | 1,33 | 1 349    |
| Chafé                                    | 37,61 | 26,95 | 10,36 | 6,91  | 4,88 | 1,95 | 1,50 | 1 332    |
| Darque                                   | 30,83 | 31,50 | 11,45 | 13,50 | 2,43 | 1,45 | 1,33 | 3 451    |
| Freixieiro de Soutelo                    | 42,86 | 25,64 | 13,19 | 5,49  | 2,56 | 0,37 | 1,10 | 273      |
| Geraz do Lima e Deão                     | 55,54 | 24,87 | 5,70  | 2,72  | 1,17 | 0,59 | 0,53 | 1 878    |
| Lanheses                                 | 48,61 | 26,55 | 8,57  | 3,10  | 1,61 | 1,28 | 0,64 | 934      |
| Mazarefes e Vila Fria                    | 33,84 | 32,00 | 11,15 | 8,46  | 3,15 | 1,05 | 1,77 | 1 525    |
| Montaria                                 | 47,55 | 27,30 | 8,90  | 3,37  | 1,53 | 0,61 | 0    | 326      |
| Mujães                                   | 44,10 | 30,71 | 10,20 | 2,70  | 2,09 | 0,86 | 0,86 | 814      |
| Nogueira, Meixedo e Vilar de Murteda     | 47,37 | 31,03 | 8,22  | 3,07  | 1,64 | 0,99 | 0,99 | 912      |
| Outeiro                                  | 40,14 | 24,66 | 11,10 | 4,25  | 2,05 | 0,96 | 1,10 | 730      |
| Perre                                    | 32,14 | 28,66 | 14,24 | 11,29 | 1,74 | 1,04 | 1,68 | 1 727    |
| Santa Maria Maior e Monserrate e Meadela | 29,45 | 34,01 | 13,52 | 12,05 | 1,39 | 1,30 | 1,17 | 13 880   |
| Santa Marta de Portuzelo                 | 36,54 | 34,83 | 9,53  | 7,15  | 2,48 | 0,57 | 1,05 | 2 099    |
| São Romão de Neiva                       | 46,31 | 24,93 | 10,18 | 3,10  | 3,98 | 0,44 | 0,44 | 678      |
| Subportela, Deocriste e Portela Susã     | 52,19 | 25,15 | 6,71  | 2,55  | 2,33 | 1,02 | 1,17 | 1 372    |
| Torre e Vila Mou                         | 57,40 | 18,44 | 8,94  | 2,79  | 1,12 | 1,54 | 0,42 | 716      |
| Vila de Punhe                            | 40,11 | 34,59 | 8,89  | 4,40  | 1,84 | 0,56 | 0,64 | 1 249    |
| Vila Franca                              | 42,99 | 29,49 | 8,20  | 5,92  | 1,87 | 1,35 | 1,04 | 963      |
| Viana do Castelo                         | 37,62 | 30,50 | 11,05 | 8,18  | 2,07 | 1,16 | 1,08 | 47 639   |

#### Afife
| Partido                 | Partido                         | Votos | %               | +/-   |
| ----------------------- | ------------------------------- | ----- | --------------- | ----- |
|                         | Portugal à Frente               | 334   | 36,46 / 100,00  | 14,40 |
|                         | Partido Socialista              | 271   | 29,59 / 100,00  | 7,69  |
|                         | Coligação Democrática Unitária  | 120   | 13,10 / 100,00  | 1,60  |
|                         | Bloco de Esquerda               | 84    | 9,17 / 100,00   | 1,70  |
|                         | Partido Democrático Republicano | 21    | 2,29 / 100,00   | Novo  |
|                         | PCTP/MRPP                       | 12    | 1,31 / 100,00   | 0,81  |
|                         | Pessoas–Animais–Natureza        | 11    | 1,20 / 100,00   | 0,59  |
|                         | Outros                          | 30    | 3,27 / 100,00   |       |
| Votos Inválidos         | Votos Inválidos                 | 33    | 3,60 / 100,00   | 0,13  |
| Total                   | Total                           | 916   | 100,00 / 100,00 |       |
| Eleitorado/Participação | Eleitorado/Participação         | 1 572 | 58,27 / 100,00  | 3,21  |

#### Alvarães
| Partido                 | Partido                         | Votos | %               | +/-   |
| ----------------------- | ------------------------------- | ----- | --------------- | ----- |
|                         | Portugal à Frente               | 655   | 51,09 / 100,00  | 13,10 |
|                         | Partido Socialista              | 309   | 24,10 / 100,00  | 4,26  |
|                         | Bloco de Esquerda               | 106   | 8,27 / 100,00   | 3,59  |
|                         | Coligação Democrática Unitária  | 48    | 3,74 / 100,00   | 0,32  |
|                         | Partido Democrático Republicano | 30    | 2,34 / 100,00   | Novo  |
|                         | Outros                          | 70    | 5,46 / 100,00   |       |
| Votos Inválidos         | Votos Inválidos                 | 64    | 4,99 / 100,00   | 0,57  |
| Total                   | Total                           | 1 282 | 100,00 / 100,00 |       |
| Eleitorado/Participação | Eleitorado/Participação         | 2 879 | 44,53 / 100,00  | 0,97  |

#### Amonde
| Partido                 | Partido                         | Votos | %               | +/-   |
| ----------------------- | ------------------------------- | ----- | --------------- | ----- |
|                         | Portugal à Frente               | 60    | 38,22 / 100,00  | 13,93 |
|                         | Partido Socialista              | 47    | 29,94 / 100,00  | 8,89  |
|                         | Bloco de Esquerda               | 16    | 10,19 / 100,00  | 5,41  |
|                         | Coligação Democrática Unitária  | 13    | 8,28 / 100,00   | 2,25  |
|                         | Partido Democrático Republicano | 2     | 1,27 / 100,00   | Novo  |
|                         | Nós, Cidadãos!                  | 2     | 1,27 / 100,00   | Novo  |
|                         | Outros                          | 4     | 2,54 / 100,00   |       |
| Votos Inválidos         | Votos Inválidos                 | 13    | 8,28 / 100,00   | 1,59  |
| Total                   | Total                           | 157   | 100,00 / 100,00 |       |
| Eleitorado/Participação | Eleitorado/Participação         | 299   | 52,51 / 100,00  | 11,40 |

#### Anha
| Partido                 | Partido                         | Votos | %               | +/-   |
| ----------------------- | ------------------------------- | ----- | --------------- | ----- |
|                         | Portugal à Frente               | 578   | 41,23 / 100,00  | 14,77 |
|                         | Partido Socialista              | 381   | 27,18 / 100,00  | 0,26  |
|                         | Bloco de Esquerda               | 142   | 10,13 / 100,00  | 5,45  |
|                         | Partido Democrático Republicano | 69    | 4,92 / 100,00   | Novo  |
|                         | Coligação Democrática Unitária  | 56    | 3,99 / 100,00   | 1,35  |
|                         | PCTP/MRPP                       | 19    | 1,36 / 100,00   | 0,61  |
|                         | Pessoas–Animais–Natureza        | 17    | 1,21 / 100,00   | 0,46  |
|                         | Outros                          | 51    | 3,64 / 100,00   |       |
| Votos Inválidos         | Votos Inválidos                 | 89    | 6,35 / 100,00   | 0,39  |
| Total                   | Total                           | 1 402 | 100,00 / 100,00 |       |
| Eleitorado/Participação | Eleitorado/Participação         | 2 390 | 58,66 / 100,00  | 0,84  |

#### Areosa
| Partido                 | Partido                         | Votos | %               | +/-   |
| ----------------------- | ------------------------------- | ----- | --------------- | ----- |
|                         | Partido Socialista              | 880   | 34,98 / 100,00  | 5,84  |
|                         | Portugal à Frente               | 683   | 27,15 / 100,00  | 15,40 |
|                         | Bloco de Esquerda               | 389   | 15,46 / 100,00  | 6,99  |
|                         | Coligação Democrática Unitária  | 266   | 10,57 / 100,00  | 1,21  |
|                         | Partido Democrático Republicano | 44    | 1,75 / 100,00   | Novo  |
|                         | Pessoas–Animais–Natureza        | 29    | 1,15 / 100,00   | 0,36  |
|                         | Outros                          | 113   | 4,49 / 100,00   |       |
| Votos Inválidos         | Votos Inválidos                 | 112   | 4,45 / 100,00   | 1,61  |
| Total                   | Total                           | 2 516 | 100,00 / 100,00 |       |
| Eleitorado/Participação | Eleitorado/Participação         | 4 451 | 56,53 / 100,00  | 1,28  |

#### Barroselas e Carvoeiro
| Partido                 | Partido                         | Votos | %               | +/-   |
| ----------------------- | ------------------------------- | ----- | --------------- | ----- |
|                         | Portugal à Frente               | 1 285 | 46,29 / 100,00  | 10,18 |
|                         | Partido Socialista              | 741   | 26,69 / 100,00  | 0,84  |
|                         | Bloco de Esquerda               | 237   | 8,54 / 100,00   | 4,28  |
|                         | Coligação Democrática Unitária  | 105   | 3,78 / 100,00   | 0,63  |
|                         | Partido Democrático Republicano | 72    | 2,59 / 100,00   | Novo  |
|                         | Pessoas–Animais–Natureza        | 43    | 1,55 / 100,00   | 0,55  |
|                         | Outros                          | 151   | 5,43 / 100,00   |       |
| Votos Inválidos         | Votos Inválidos                 | 142   | 5,11 / 100,00   | 1,11  |
| Total                   | Total                           | 2 776 | 100,00 / 100,00 |       |
| Eleitorado/Participação | Eleitorado/Participação         | 5 052 | 54,95 / 100,00  | 1,86  |

#### Cardielos e Serreleis
| Partido                 | Partido                         | Votos | %               | +/-   |
| ----------------------- | ------------------------------- | ----- | --------------- | ----- |
|                         | Portugal à Frente               | 600   | 44,05 / 100,00  | 12,86 |
|                         | Partido Socialista              | 435   | 31,94 / 100,00  | 4,65  |
|                         | Bloco de Esquerda               | 103   | 7,56 / 100,00   | 3,92  |
|                         | Coligação Democrática Unitária  | 70    | 5,14 / 100,00   | 0,47  |
|                         | Partido Democrático Republicano | 26    | 1,91 / 100,00   | Novo  |
|                         | Outros                          | 65    | 4,77 / 100,00   |       |
| Votos Inválidos         | Votos Inválidos                 | 63    | 4,62 / 100,00   | 0,60  |
| Total                   | Total                           | 1 362 | 100,00 / 100,00 |       |
| Eleitorado/Participação | Eleitorado/Participação         | 2 108 | 64,61 / 100,00  | 1,98  |

#### Carreço
| Partido                 | Partido                         | Votos | %               | +/-   |
| ----------------------- | ------------------------------- | ----- | --------------- | ----- |
|                         | Portugal à Frente               | 347   | 34,02 / 100,00  | 18,94 |
|                         | Partido Socialista              | 313   | 30,69 / 100,00  | 6,57  |
|                         | Bloco de Esquerda               | 160   | 15,69 / 100,00  | 7,68  |
|                         | Coligação Democrática Unitária  | 86    | 8,43 / 100,00   | 2,12  |
|                         | Partido Democrático Republicano | 15    | 1,47 / 100,00   | Novo  |
|                         | Pessoas–Animais–Natureza        | 15    | 1,47 / 100,00   | 0,87  |
|                         | Outros                          | 45    | 4,41 / 100,00   |       |
| Votos Inválidos         | Votos Inválidos                 | 39    | 3,83 / 100,00   | 1,27  |
| Total                   | Total                           | 1 020 | 100,00 / 100,00 |       |
| Eleitorado/Participação | Eleitorado/Participação         | 1 661 | 61,41 / 100,00  | 0,79  |

#### Castelo do Neiva
| Partido                 | Partido                         | Votos | %               | +/-  |
| ----------------------- | ------------------------------- | ----- | --------------- | ---- |
|                         | Portugal à Frente               | 680   | 50,41 / 100,00  | 8,48 |
|                         | Partido Socialista              | 321   | 23,80 / 100,00  | 1,52 |
|                         | Bloco de Esquerda               | 95    | 7,04 / 100,00   | 2,40 |
|                         | Coligação Democrática Unitária  | 53    | 3,93 / 100,00   | 0,29 |
|                         | Partido Democrático Republicano | 31    | 2,30 / 100,00   | Novo |
|                         | PCTP/MRPP                       | 18    | 1,33 / 100,00   | 0,36 |
|                         | Nós, Cidadãos!                  | 18    | 1,33 / 100,00   | Novo |
|                         | Pessoas–Animais–Natureza        | 15    | 1,11 / 100,00   | 0,55 |
|                         | Outros                          | 47    | 3,48 / 100,00   |      |
| Votos Inválidos         | Votos Inválidos                 | 71    | 5,26 / 100,00   | 0,29 |
| Total                   | Total                           | 1 349 | 100,00 / 100,00 |      |
| Eleitorado/Participação | Eleitorado/Participação         | 3 392 | 39,77 / 100,00  | 1,06 |

#### Chafé
| Partido                 | Partido                         | Votos | %               | +/-   |
| ----------------------- | ------------------------------- | ----- | --------------- | ----- |
|                         | Portugal à Frente               | 501   | 37,61 / 100,00  | 11,76 |
|                         | Partido Socialista              | 359   | 26,95 / 100,00  | 0,28  |
|                         | Bloco de Esquerda               | 138   | 10,36 / 100,00  | 4,60  |
|                         | Coligação Democrática Unitária  | 92    | 6,91 / 100,00   | 0,48  |
|                         | Partido Democrático Republicano | 65    | 4,88 / 100,00   | Novo  |
|                         | Pessoas–Animais–Natureza        | 26    | 1,95 / 100,00   | 0,30  |
|                         | PCTP/MRPP                       | 20    | 1,50 / 100,00   | 0,37  |
|                         | Partido Nacional Renovador      | 17    | 1,28 / 100,00   | 0,98  |
|                         | Outros                          | 44    | 3,31 / 100,00   |       |
| Votos Inválidos         | Votos Inválidos                 | 70    | 5,26 / 100,00   | 0,13  |
| Total                   | Total                           | 1 332 | 100,00 / 100,00 |       |
| Eleitorado/Participação | Eleitorado/Participação         | 3 139 | 42,43 / 100,00  | 2,56  |

#### Darque
| Partido                 | Partido                         | Votos | %               | +/-   |
| ----------------------- | ------------------------------- | ----- | --------------- | ----- |
|                         | Partido Socialista              | 1 087 | 31,50 / 100,00  | 2,53  |
|                         | Portugal à Frente               | 1 064 | 30,83 / 100,00  | 11,71 |
|                         | Coligação Democrática Unitária  | 466   | 13,50 / 100,00  | 0,12  |
|                         | Bloco de Esquerda               | 395   | 11,45 / 100,00  | 5,51  |
|                         | Partido Democrático Republicano | 84    | 2,43 / 100,00   | Novo  |
|                         | Pessoas–Animais–Natureza        | 50    | 1,45 / 100,00   | 0,59  |
|                         | PCTP/MRPP                       | 46    | 1,33 / 100,00   | 0,84  |
|                         | Outros                          | 140   | 4,06 / 100,00   |       |
| Votos Inválidos         | Votos Inválidos                 | 119   | 3,45 / 100,00   | 0,91  |
| Total                   | Total                           | 3 451 | 100,00 / 100,00 |       |
| Eleitorado/Participação | Eleitorado/Participação         | 7 396 | 46,66 / 100,00  | 5,11  |

#### Freixieiro de Soutelo
| Partido                 | Partido                         | Votos | %               | +/-   |
| ----------------------- | ------------------------------- | ----- | --------------- | ----- |
|                         | Portugal à Frente               | 117   | 42,86 / 100,00  | 16,95 |
|                         | Partido Socialista              | 70    | 25,64 / 100,00  | 2,14  |
|                         | Bloco de Esquerda               | 36    | 13,19 / 100,00  | 7,96  |
|                         | Coligação Democrática Unitária  | 15    | 5,49 / 100,00   | 0,26  |
|                         | Partido Democrático Republicano | 7     | 2,56 / 100,00   | Novo  |
|                         | Nós, Cidadãos!                  | 6     | 2,20 / 100,00   | Novo  |
|                         | PCTP/MRPP                       | 3     | 1,10 / 100,00   | 0,21  |
|                         | AGIR                            | 3     | 1,10 / 100,00   | Novo  |
|                         | Outros                          | 6     | 2,20 / 100,00   |       |
| Votos Inválidos         | Votos Inválidos                 | 10    | 3,66 / 100,00   | 0,72  |
| Total                   | Total                           | 273   | 100,00 / 100,00 |       |
| Eleitorado/Participação | Eleitorado/Participação         | 460   | 59,35 / 100,00  | 4,40  |

#### Geraz do Lima e Deão
| Partido                 | Partido                         | Votos | %               | +/-  |
| ----------------------- | ------------------------------- | ----- | --------------- | ---- |
|                         | Portugal à Frente               | 1 043 | 55,54 / 100,00  | 9,21 |
|                         | Partido Socialista              | 467   | 24,87 / 100,00  | 1,76 |
|                         | Bloco de Esquerda               | 107   | 5,70 / 100,00   | 2,94 |
|                         | Coligação Democrática Unitária  | 51    | 2,72 / 100,00   | 0,93 |
|                         | Partido Democrático Republicano | 22    | 1,17 / 100,00   | Novo |
|                         | Outros                          | 84    | 4,48 / 100,00   |      |
| Votos Inválidos         | Votos Inválidos                 | 104   | 5,54 / 100,00   | 1,05 |
| Total                   | Total                           | 1 878 | 100,00 / 100,00 |      |
| Eleitorado/Participação | Eleitorado/Participação         | 3 578 | 52,49 / 100,00  | 0,01 |

#### Lanheses
| Partido                 | Partido                         | Votos | %               | +/-   |
| ----------------------- | ------------------------------- | ----- | --------------- | ----- |
|                         | Portugal à Frente               | 454   | 48,61 / 100,00  | 12,22 |
|                         | Partido Socialista              | 248   | 26,55 / 100,00  | 0,85  |
|                         | Bloco de Esquerda               | 80    | 8,57 / 100,00   | 3,76  |
|                         | Coligação Democrática Unitária  | 29    | 3,10 / 100,00   | 0,60  |
|                         | AGIR                            | 16    | 1,71 / 100,00   | Novo  |
|                         | Partido Democrático Republicano | 15    | 1,61 / 100,00   | Novo  |
|                         | Pessoas–Animais–Natureza        | 12    | 1,28 / 100,00   | 0,51  |
|                         | Outros                          | 39    | 4,18 / 100,00   |       |
| Votos Inválidos         | Votos Inválidos                 | 41    | 4,39 / 100,00   | 0,35  |
| Total                   | Total                           | 934   | 100,00 / 100,00 |       |
| Eleitorado/Participação | Eleitorado/Participação         | 1 688 | 55,33 / 100,00  | 4,18  |

#### Mazarefes e Vila Fria
| Partido                 | Partido                         | Votos | %               | +/-   |
| ----------------------- | ------------------------------- | ----- | --------------- | ----- |
|                         | Portugal à Frente               | 516   | 33,84 / 100,00  | 10,24 |
|                         | Partido Socialista              | 488   | 32,00 / 100,00  | 2,20  |
|                         | Bloco de Esquerda               | 170   | 11,15 / 100,00  | 4,98  |
|                         | Coligação Democrática Unitária  | 129   | 8,46 / 100,00   | 0,68  |
|                         | Partido Democrático Republicano | 48    | 3,15 / 100,00   | Novo  |
|                         | PCTP/MRPP                       | 27    | 1,77 / 100,00   | 0,54  |
|                         | Pessoas–Animais–Natureza        | 16    | 1,05 / 100,00   | 0,31  |
|                         | Outros                          | 60    | 3,94 / 100,00   |       |
| Votos Inválidos         | Votos Inválidos                 | 71    | 4,66 / 100,00   | 0,71  |
| Total                   | Total                           | 1 525 | 100,00 / 100,00 |       |
| Eleitorado/Participação | Eleitorado/Participação         | 2 762 | 55,21 / 100,00  | 2,85  |

#### Montaria
| Partido                 | Partido                         | Votos | %               | +/-   |
| ----------------------- | ------------------------------- | ----- | --------------- | ----- |
|                         | Portugal à Frente               | 155   | 47,55 / 100,00  | 12,84 |
|                         | Partido Socialista              | 89    | 27,30 / 100,00  | 1,46  |
|                         | Bloco de Esquerda               | 29    | 8,90 / 100,00   | 6,65  |
|                         | Coligação Democrática Unitária  | 11    | 3,37 / 100,00   | 0,84  |
|                         | Nós, Cidadãos!                  | 6     | 1,84 / 100,00   | Novo  |
|                         | AGIR                            | 6     | 1,84 / 100,00   | Novo  |
|                         | Partido Democrático Republicano | 5     | 1,53 / 100,00   | Novo  |
|                         | Outros                          | 12    | 3,68 / 100,00   |       |
| Votos Inválidos         | Votos Inválidos                 | 13    | 3,99 / 100,00   | 0,33  |
| Total                   | Total                           | 326   | 100,00 / 100,00 |       |
| Eleitorado/Participação | Eleitorado/Participação         | 617   | 52,84 / 100,00  | 2,10  |

#### Mujães
| Partido                 | Partido                         | Votos | %               | +/-   |
| ----------------------- | ------------------------------- | ----- | --------------- | ----- |
|                         | Portugal à Frente               | 359   | 44,10 / 100,00  | 11,90 |
|                         | Partido Socialista              | 250   | 30,71 / 100,00  | 0,12  |
|                         | Bloco de Esquerda               | 83    | 10,20 / 100,00  | 7,14  |
|                         | Coligação Democrática Unitária  | 22    | 2,70 / 100,00   | 0,01  |
|                         | Partido Democrático Republicano | 17    | 2,09 / 100,00   | Novo  |
|                         | Nós, Cidadãos!                  | 9     | 1,11 / 100,00   | Novo  |
|                         | Outros                          | 41    | 5,03 / 100,00   |       |
| Votos Inválidos         | Votos Inválidos                 | 33    | 4,05 / 100,00   | 0,05  |
| Total                   | Total                           | 814   | 100,00 / 100,00 |       |
| Eleitorado/Participação | Eleitorado/Participação         | 1 544 | 52,72 / 100,00  | 1,80  |

#### Nogueira, Meixedo e Vilar de Murteda
| Partido                 | Partido                         | Votos | %               | +/-   |
| ----------------------- | ------------------------------- | ----- | --------------- | ----- |
|                         | Portugal à Frente               | 432   | 47,37 / 100,00  | 12,01 |
|                         | Partido Socialista              | 283   | 31,03 / 100,00  | 2,23  |
|                         | Bloco de Esquerda               | 75    | 8,22 / 100,00   | 6,11  |
|                         | Coligação Democrática Unitária  | 28    | 3,07 / 100,00   | 0,73  |
|                         | Partido Democrático Republicano | 15    | 1,64 / 100,00   | Novo  |
|                         | Outros                          | 51    | 5,59 / 100,00   |       |
| Votos Inválidos         | Votos Inválidos                 | 28    | 3,07 / 100,00   | 0,94  |
| Total                   | Total                           | 912   | 100,00 / 100,00 |       |
| Eleitorado/Participação | Eleitorado/Participação         | 1 558 | 58,54 / 100,00  | 0,01  |

#### Outeiro
| Partido                 | Partido                         | Votos | %               | +/-   |
| ----------------------- | ------------------------------- | ----- | --------------- | ----- |
|                         | Portugal à Frente               | 293   | 40,14 / 100,00  | 11,21 |
|                         | Partido Socialista              | 180   | 24,66 / 100,00  | 0,91  |
|                         | Bloco de Esquerda               | 81    | 11,10 / 100,00  | 5,71  |
|                         | Coligação Democrática Unitária  | 31    | 4,25 / 100,00   | 0,63  |
|                         | Partido Democrático Republicano | 15    | 2,05 / 100,00   | Novo  |
|                         | Nós, Cidadãos!                  | 11    | 1,51 / 100,00   | Novo  |
|                         | AGIR                            | 10    | 1,37 / 100,00   | Novo  |
|                         | PCTP/MRPP                       | 8     | 1,10 / 100,00   | 0,57  |
|                         | Partido Nacional Renovador      | 8     | 1,10 / 100,00   | 0,71  |
|                         | Outros                          | 26    | 3,57 / 100,00   |       |
| Votos Inválidos         | Votos Inválidos                 | 67    | 9,18 / 100,00   | 0,06  |
| Total                   | Total                           | 730   | 100,00 / 100,00 |       |
| Eleitorado/Participação | Eleitorado/Participação         | 1 233 | 59,21 / 100,00  | 1,89  |

#### Perre
| Partido                 | Partido                         | Votos | %               | +/-   |
| ----------------------- | ------------------------------- | ----- | --------------- | ----- |
|                         | Portugal à Frente               | 555   | 32,14 / 100,00  | 12,29 |
|                         | Partido Socialista              | 495   | 28,66 / 100,00  | 3,58  |
|                         | Bloco de Esquerda               | 246   | 14,24 / 100,00  | 6,71  |
|                         | Coligação Democrática Unitária  | 195   | 11,29 / 100,00  | 0,64  |
|                         | Partido Democrático Republicano | 30    | 1,74 / 100,00   | Novo  |
|                         | PCTP/MRPP                       | 29    | 1,64 / 100,00   | 0,14  |
|                         | Pessoas–Animais–Natureza        | 18    | 1,04 / 100,00   | 0,59  |
|                         | Outros                          | 64    | 3,70 / 100,00   |       |
| Votos Inválidos         | Votos Inválidos                 | 95    | 5,50 / 100,00   | 2,19  |
| Total                   | Total                           | 1 727 | 100,00 / 100,00 |       |
| Eleitorado/Participação | Eleitorado/Participação         | 2 718 | 63,54 / 100,00  | 1,93  |

#### Santa Maria Maior e Monserrate e Meadela (Viana do Castelo)
| Partido                 | Partido                         | Votos  | %               | +/-   |
| ----------------------- | ------------------------------- | ------ | --------------- | ----- |
|                         | Partido Socialista              | 4 721  | 34,01 / 100,00  | 7,17  |
|                         | Portugal à Frente               | 4 087  | 29,45 / 100,00  | 15,13 |
|                         | Bloco de Esquerda               | 1 877  | 13,52 / 100,00  | 5,32  |
|                         | Coligação Democrática Unitária  | 1 672  | 12,05 / 100,00  | 0,49  |
|                         | Partido Democrático Republicano | 193    | 1,39 / 100,00   | Novo  |
|                         | Pessoas–Animais–Natureza        | 180    | 1,30 / 100,00   | 0,20  |
|                         | PCTP/MRPP                       | 163    | 1,17 / 100,00   | 0,27  |
|                         | Outros                          | 444    | 3,20 / 100,00   |       |
| Votos Inválidos         | Votos Inválidos                 | 543    | 3,92 / 100,00   | 1,10  |
| Total                   | Total                           | 13 880 | 100,00 / 100,00 |       |
| Eleitorado/Participação | Eleitorado/Participação         | 23 358 | 59,42 / 100,00  | 2,09  |

#### Santa Marta de Portuzelo
| Partido                 | Partido                         | Votos | %               | +/-   |
| ----------------------- | ------------------------------- | ----- | --------------- | ----- |
|                         | Portugal à Frente               | 767   | 36,54 / 100,00  | 10,77 |
|                         | Partido Socialista              | 731   | 34,83 / 100,00  | 1,47  |
|                         | Bloco de Esquerda               | 200   | 9,53 / 100,00   | 4,16  |
|                         | Coligação Democrática Unitária  | 150   | 7,15 / 100,00   | 0,54  |
|                         | Partido Democrático Republicano | 52    | 2,48 / 100,00   | Novo  |
|                         | PCTP/MRPP                       | 22    | 1,05 / 100,00   | 0,23  |
|                         | Outros                          | 89    | 4,24 / 100,00   |       |
| Votos Inválidos         | Votos Inválidos                 | 88    | 4,19 / 100,00   | 0,17  |
| Total                   | Total                           | 2 099 | 100,00 / 100,00 |       |
| Eleitorado/Participação | Eleitorado/Participação         | 3 638 | 57,70 / 100,00  | 2,21  |

#### São Romão de Neiva
| Partido                 | Partido                         | Votos | %               | +/-   |
| ----------------------- | ------------------------------- | ----- | --------------- | ----- |
|                         | Portugal à Frente               | 314   | 46,31 / 100,00  | 11,10 |
|                         | Partido Socialista              | 169   | 24,93 / 100,00  | 0,37  |
|                         | Bloco de Esquerda               | 69    | 10,18 / 100,00  | 2,62  |
|                         | Partido Democrático Republicano | 27    | 3,98 / 100,00   | Novo  |
|                         | Coligação Democrática Unitária  | 21    | 3,10 / 100,00   | 0,53  |
|                         | Nós, Cidadãos!                  | 8     | 1,18 / 100,00   | Novo  |
|                         | Partido Nacional Renovador      | 7     | 1,03 / 100,00   | 0,74  |
|                         | Outros                          | 28    | 4,13 / 100,00   |       |
| Votos Inválidos         | Votos Inválidos                 | 35    | 5,16 / 100,00   | 1,38  |
| Total                   | Total                           | 678   | 100,00 / 100,00 |       |
| Eleitorado/Participação | Eleitorado/Participação         | 1 292 | 52,48 / 100,00  | 1,74  |

#### Subportela, Deocriste e Portela Susã
| Partido                 | Partido                         | Votos | %               | +/-  |
| ----------------------- | ------------------------------- | ----- | --------------- | ---- |
|                         | Portugal à Frente               | 716   | 52,59 / 100,00  | 8,60 |
|                         | Partido Socialista              | 345   | 25,15 / 100,00  | 1,88 |
|                         | Bloco de Esquerda               | 92    | 6,71 / 100,00   | 1,55 |
|                         | Coligação Democrática Unitária  | 35    | 2,55 / 100,00   | 0,10 |
|                         | Partido Democrático Republicano | 32    | 2,33 / 100,00   | Novo |
|                         | PCTP/MRPP                       | 16    | 1,17 / 100,00   | 0,29 |
|                         | Pessoas–Animais–Natureza        | 14    | 1,02 / 100,00   | 0,55 |
|                         | Outros                          | 53    | 3,86 / 100,00   |      |
| Votos Inválidos         | Votos Inválidos                 | 69    | 5,03 / 100,00   | 0,19 |
| Total                   | Total                           | 1 372 | 100,00 / 100,00 |      |
| Eleitorado/Participação | Eleitorado/Participação         | 2 494 | 55,01 / 100,00  | 2,68 |

#### Torre e Vila Mou
| Partido                 | Partido                         | Votos | %               | +/-   |
| ----------------------- | ------------------------------- | ----- | --------------- | ----- |
|                         | Portugal à Frente               | 411   | 57,40 / 100,00  | 12,29 |
|                         | Partido Socialista              | 132   | 18,44 / 100,00  | 1,39  |
|                         | Bloco de Esquerda               | 64    | 8,94 / 100,00   | 4,64  |
|                         | Coligação Democrática Unitária  | 20    | 2,79 / 100,00   | 0,11  |
|                         | Nós, Cidadãos!                  | 12    | 1,68 / 100,00   | Novo  |
|                         | Pessoas–Animais–Natureza        | 11    | 1,54 / 100,00   | 1,14  |
|                         | AGIR                            | 9     | 1,26 / 100,00   | Novo  |
|                         | Partido Democrático Republicano | 8     | 1,12 / 100,00   | Novo  |
|                         | Outros                          | 22    | 3,07 / 100,00   |       |
| Votos Inválidos         | Votos Inválidos                 | 27    | 3,77 / 100,00   | 0,41  |
| Total                   | Total                           | 716   | 100,00 / 100,00 |       |
| Eleitorado/Participação | Eleitorado/Participação         | 1 271 | 56,33 / 100,00  | 1,87  |

#### Vila de Punhe
| Partido                 | Partido                         | Votos | %               | +/-   |
| ----------------------- | ------------------------------- | ----- | --------------- | ----- |
|                         | Portugal à Frente               | 501   | 40,11 / 100,00  | 11,36 |
|                         | Partido Socialista              | 432   | 34,59 / 100,00  | 4,81  |
|                         | Bloco de Esquerda               | 111   | 8,89 / 100,00   | 3,87  |
|                         | Coligação Democrática Unitária  | 55    | 4,40 / 100,00   | 0,62  |
|                         | Partido Democrático Republicano | 23    | 1,84 / 100,00   | Novo  |
|                         | Nós, Cidadãos!                  | 18    | 1,44 / 100,00   | Novo  |
|                         | AGIR                            | 16    | 1,28 / 100,00   | Novo  |
|                         | Outros                          | 46    | 3,68 / 100,00   |       |
| Votos Inválidos         | Votos Inválidos                 | 47    | 3,76 / 100,00   | 0,80  |
| Total                   | Total                           | 1 249 | 100,00 / 100,00 |       |
| Eleitorado/Participação | Eleitorado/Participação         | 2 365 | 52,81 / 100,00  | 0,04  |

#### Vila Franca
| Partido                 | Partido                         | Votos | %               | +/-  |
| ----------------------- | ------------------------------- | ----- | --------------- | ---- |
|                         | Portugal à Frente               | 414   | 42,99 / 100,00  | 8,84 |
|                         | Partido Socialista              | 284   | 29,49 / 100,00  | 0,28 |
|                         | Bloco de Esquerda               | 79    | 8,20 / 100,00   | 3,77 |
|                         | Coligação Democrática Unitária  | 57    | 5,92 / 100,00   | 0,33 |
|                         | Partido Democrático Republicano | 18    | 1,87 / 100,00   | Novo |
|                         | Pessoas–Animais–Natureza        | 13    | 1,35 / 100,00   | 0,77 |
|                         | AGIR                            | 11    | 1,14 / 100,00   | Novo |
|                         | PCTP/MRPP                       | 10    | 1,04 / 100,00   | 0,60 |
|                         | Nós, Cidadãos!                  | 10    | 1,04 / 100,00   | Novo |
|                         | Outros                          | 22    | 2,28 / 100,00   |      |
| Votos Inválidos         | Votos Inválidos                 | 45    | 4,67 / 100,00   | 0,43 |
| Total                   | Total                           | 963   | 100,00 / 100,00 |      |
| Eleitorado/Participação | Eleitorado/Participação         | 1 752 | 54,97 / 100,00  | 1,41 |